# Turanoza
Turanoza – organiczny związek chemiczny, dwucukier tworzony przez reszty glukozy i fruktozy, będący analogiem sacharozy. Związek ten nie jest wytwarzany oraz nie może być metabolizowany przez rośliny wyższe, jednak stwierdzono, że może spełniać rolę cząsteczki sygnałowej regulującej proces rozwoju roślin. W siewkach Arabidopsis thaliana turanoza powoduje skrócenie korzenia głównego, skrócenie hipokotylu oraz intensywne wytwarzanie korzeni bocznych.